# Frances Clarke Sayers
Pour les articles homonymes, voir Sayers.
 (septembre 2024).
Si vous disposez d'ouvrages ou d'articles de référence ou si vous connaissez des sites web de qualité traitant du thème abordé ici, merci de compléter l'article en donnant les références utiles à sa vérifiabilité et en les liant à la section « Notes et références ».
Frances Clarke Sayers est une auteure, libraire et conférencière américaine née le 4 septembre 1897 à Topeka (Kansas) et décédée le 24 juin 1989 à Ojai (Californie), spécialisée dans la littérature enfantine. En 1999, elle est considérée par American Libraries comme l'une des « 100 personnalités les plus influentes du XXe siècle ».

## Biographie

### Jeunesse
Frances Clarke naît le 4 septembre 1897 à Topeka, dans le Kansas. Elle est la fille d'Oscar Lincoln Clarke et de Marian Busby. Pendant son enfance, la famille déménage à Galveston, au Texas, un lieu qui s'avère être l'une des principales sources d'inspiration pour les nombreux livres écrits par l'autrice.
Dans un essai publié le 15 septembre 1956 dans le Library Journal, elle se souvient notamment d'une dame qui lui avait conté l'histoire du Petit Bonhomme de pain d'épices. Elle ajoute : « Je ne me souviens pas de son nom, mais ses yeux étaient bruns, ses cheveux de la teinte exacte de ses yeux, elle était petite et ronde, et je reconnaîtrais sa voix parmi toutes celles du paradis ».

### Carrière
Frances se prend de passion pour la narration pendant son enfance. Lorsqu'elle a 12 ans, elle lit un article publié dans le St. Nicholas Magazine concernant la littérature jeunesse à la New York Public Library (NYPL) qui lui donne l'envie de devenir libraire jeunesse. Elle poursuit ses études à l'université du Texas à Austin, mais finit par quitter sa faculté après deux ans pour poursuivre sa scolarité à la Carnegie Library School de Pittsburgh, une université « réputée pour son personnel dévoué et sa volonté d'apporter des livres aux enfants où qu'ils soient ». Après avoir obtenu son diplôme, elle commence sa carrière en tant que libraire avec Anne Carroll Moore, la directrice du département de littérature jeunesse à la New York Public Library qui l'avait invitée à la rejoindre.
En 1923, après avoir travaillé pendant cinq ans pour la NYPL, Frances Clarke décide de déménager en Californie pour se rapprocher de sa famille. Elle y épouse son ami de longue date, Alfred H. P. Sayers. Le couple déménage ensuite à Chicago où Alfred Sayers possédait une librairie. A Chicago, Frances aide son mari à gérer la librairie et travaille à temps partiel en tant qu'assistante éditoriale pour l'American Library Association. Peu après, la Grande Dépression provoque la fermeture de la librairie des Sayers, qui décident de retourner en Californie. Rapidement après leur installation, Frances Sayers commence à écrire des livres jeunesse qui avaient pour vocation d'enchanter la vie des enfants comme celles de leurs parents, en dépassant les barrières générationnelles. Ses livres étaient souvent à moitié autobiographiques, faisant souvent appel aux souvenirs, aux odeurs et aux sons de son enfance au Texas.
En Californie, Frances Sayers s'essaye aussi au métier de conférencière. « En 1936, elle proposait un cours de littérature pour enfants à la Library School de l'université de Californie à Berkeley, où elle mettait l'accent sur l'exigence des éditeurs, le respect des enfants, le rôle des livres pour enfants et le plaisir de raconter des histoires ».
En 1941, Frances Sayers retourne à New York pour replacer Anne Carroll Moore au poste de directrice du département de littérature jeunesse de la NYPL. A la même période, elle donne des cours d'écriture à des enfants à la New School for Social Research et sert de conseillère à la Bibliothèque du Congrès qui cherchait à réorganiser sa collection de livres jeunesse.
En 1952, après avoir passé 11 années à la NYPL, Sayers prend sa retraite de libraire. Peu après, Sayers donne des conférences à des étudiants au sujet de l'importance de la littérature jeunesse. Entre 1953 et 1954, Sayers traverse le pays pour évoquer ce sujet dans plusieurs universités.
Frances Sayers déménage à nouveau en Californie pour vivre avec sa sœur. Peu de temps après, elle donne de nouvelles conférences. Elle est alors une conférencière régulière du département de littérature anglaise de l'université de Californie à Los Angeles. Lorsque la bibliothèque de l'université ouvre ses portes en 1960, elle est invitée à faire plusieurs conférences au sujet de la littérature jeunesse. Elle prend sa retraite de conférencière au milieu des années 1960, mais continue encore à écrire des livres jeunesse et des articles académiques. Elle meurt dans sa maison d'une crise cardiaque à l'âge de 91 ans le 24 juin 1989.

## Distinctions
Tout au long de sa carrière, Frances Clarke Sayers a été remerciée pour son travail en faveur des librairies et de la littérature jeunesse américaines. En 1965, elle reçoit le Joseph W. Lippincott Award pour son travail de libraire. En 1966, elle est récompensée par le Clarence Day Award pour son discours "Summoned by Books" prononcé en 1962 devant l'Association des libraires de Californie ainsi que pour ses conférences et ses livres. Sayers est également titulaire du Southern California Children's Literature Award en 1969 et de la Catholic Library Association Regina Medal en 1973,.

## Principaux ouvrages
- (en-US) Frances Clarke Sayers et Helen Sewell, Bluebonnets for Lucinda, New York, Viking Press, 1934.
- (en-US) Frances Clarke Sayers, Mr. Tidy Paws, New York, Viking Press, 1935.
- (en-US) Frances Clarke Sayers et Helen Sewell, Tag-Along Tooloo, New York, Viking Press, 1941.
- (en-US) Frances Clarke Sayers, Sally Tait, New York, Viking Press, 1951.
- (en-US) Frances Clarke Sayers, Ginny and Custard, New York, Viking Press, 1951.
- (en-US) Frances Clarke Sayers et Evelyn Sickels, Anthology of Children’s Literature, Boston, Houghton Mifflin, 1958, 3e éd.
- (en-US) Kenneth Grahame (préf. Frances Clarke Sayers), The Wind in the Willows, New York, Charles Scribner, 1960
- (en-US) Kornei Chukovskii (préf. Frances Clarke Sayers), From Two to Five, Brisbane, Jacaranda, 1963.
- (en-US) Frances Clarke Sayers et Marjeanne Jensen Blinn, Summoned by Books: Essays and Speeches by Frances Clarke Sayers, New York, Viking Press, 1965.
- (en-US) Jakob Grimm (préf. Frances Clarke Sayers), Grimm’s Fairy Tales, New York, Follett, 1968.
- (en-US) Frances Clarke Sayers et Gunnar Anderson, Oscar Lincoln Busby Stokes, New York, Harcourt, Brace & World, 1970.
- (en-US) Frances Clarke Sayers, Anne Carroll Moore: A Biography, New York, Atheneum, 1972.